# Josep Maria Mauri
Josep Maria Mauri (Alzina, 21 ottobre 1941) è un presbitero spagnolo cattolico, dal 20 luglio 2012 al 27 novembre 2023 rappresentante personale del co-principe episcopale di Andorra, Josep-Lluís Serrano Pentinat.
Nato nel 1941 ad Alzina, frazione di Sant Esteve de la Sarga nella comarca di Pallars Jussà, in Spagna, è stato ordinato sacerdote nel 1965.
Nel 2010 è stato nominato Vicario Generale della Diocesi di Urgell e Vice dell'allora rappresentante personale del co-principe episcopale di Andorra, Nemesi Marqués Oste. Il 20 luglio 2012 ha prestato giuramento in qualità di rappresentante personale.